# RV Rachel Carson
Le RV Rachel Carson est le navire océanographique en remplacement du RV Clifford A. Barnes de la Fondation nationale pour la science (NSF), désarmé en 2016. Il opère dans le cadre de la flotte de l'University-National Oceanographic Laboratory System (UNOLS) pour l’école d’océanographie de l’Université de Washington. Il porte le nom de Rachel Carson en l’honneur de la biologiste marine et écologiste américaine. Il est capable de mener des opérations dans la mer des Salish et les eaux côtières de l'ouest des États-Unis et de la Colombie-Britannique. Il peut accueillir jusqu'à 28 personnes, y compris l'équipage, pour les opérations de jour, tandis que jusqu'à 13 personnes peuvent être hébergées pour des opérations de plusieurs jours.

## Historique

### RV Aora, 2003–2016
Le navire a été lancé à l'origine en mai 2003 au chantier naval de Macduff en Écosse, sous le nom de RV Aora , un navire de recherche halieutique. Il était basé à la station de biologie marine de l'University Marine Biological Station Millport, dans le Firth of Clyde, jusqu'à la fermeture de la station en 2013.

### RV Rachel Carson, depuis 2017
En 2015, l'école océanographique de l'Université de Washington souhaitait remplacer le RV Clifford A. Barnes, âgé de 50 ans. Mais il était incapable de réunir les fonds nécessaires à la conception et à la construction d'un remplaçant. En décembre 2016, ils ont trouvé l'Aora en vente sur un site Web consacré au commerce de yachts. Après une inspection effectuée en mars 2017, le navire a été acheté pour 1,07 million de dollars le 8 août 2017.
Un programme d’entretien et quelques modifications au chantier MacDuff ont été achevés en octobre et le RV Rachel Carson a été transporté par bateau de Rotterdam à West Palm Beach, en Floride, début novembre. Il a ensuite été transféré à l'Université de Washington, où il est arrivé le 28 décembre. Après d'autres préparatifs et modifications, le navire est entré en service le 7 avril 2018  et a effectué une mission de cinq jours à Puget Sound afin de collecter des échantillons en vue de leur étude par le Washington Ocean Acidification Center. Le 24 juillet, il a été accepté comme navire de la flotte UNOLS, flotte de recherche universitaire américaine.

### Note et référence
1. ↑  RV Aora - Site River Clyde Photography
2. ↑  Rachel Carson - Site MacDuff Ship Design

- (en) Cet article est partiellement ou en totalité issu de l’article de Wikipédia en anglais intitulé « RV Rachel Carson (2017) » (voir la liste des auteurs).